# Holy Barbarians

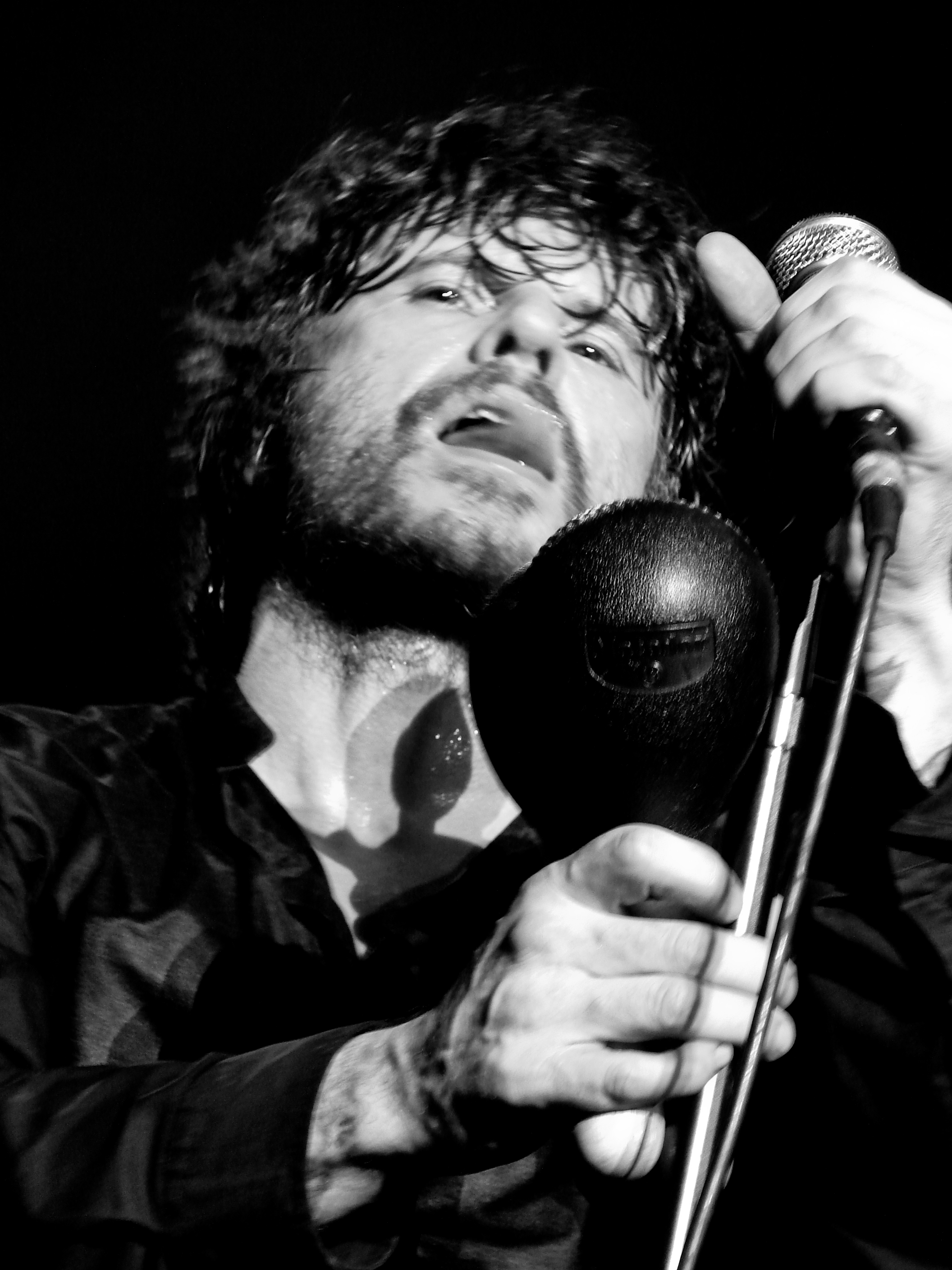
Holy Barbarians Sänger Ian Asbury (2007)

Holy Barbarians war eine Rockband, die im Jahre 1996 u. a. von dem Sänger Ian Astbury (The Cult) gegründet wurde. Astbury gründete die Band mit drei Musikern aus den USA: Gitarrist Patrick Sugg zusammen mit den Brüdern Matt und Scott Garrett. Gemeinsam produzierten sie lediglich ein Album mit dem Titel „Cream“.
Astbury wählte den Namen der Band als eine Referenz auf die Novelle von Lawrence Lipton aus dem Jahre 1959. Das Album wurde in den Parr Street Studios in Astburys Heimatstadt Liverpool aufgenommen. Der Titel des Albums „Cream“ bezog sich auf einen örtlichen Pub, den die Band während der Aufnahmen oft besuchten. Astbury und Sugg schrieben alle Titel des Albums zusammen, nachdem sie sich zuvor in der Wayne Kramer Show in den USA kennengelernt hatten.